# Siekiera (Lelkowo)
Siekiera (deutsch Friedrichshof) war ein Ort im Kreis Heiligenbeil in Ostpreußen. Seine Ortsstelle befindet sich heute in der Landgemeinde Lelkowo (Lichtenfeld) im Powiat Braniewski (Kreis Braunsberg) in der polnischen Woiwodschaft Ermland-Masuren.

## Geographische Lage
Die Ortsstelle von Friedrichshof liegt sieben Kilometer südlich der  Staatsgrenze zur russischen Oblast Kaliningrad (Gebiet Königsberg (Preußen)) im Nordwesten der Woiwodschaft Ermland-Masuren. Bis zur früheren Kreisstadt Heiligenbeil (heute russisch Mamonowo) sind es 19 Kilometer in nordwestlicher Richtung. Die heutige Kreismetropole Braniewo (Braunsberg) liegt 22 Kilometer entfernt in westlicher Richtung.

## Geschichte
Das Dorf mit Gut und Mühle gehörte bis 1945 zum ostpreußischen Kreis Heiligenbeil im Regierungsbezirk Königsberg der preußischen Provinz Ostpreußen. Im Jahre 1874 wurde die Landgemeinde Friedrichshof in den neu errichteten Amtsbezirk Hohenfürst (polnisch Wyszkowo) eingegliedert. 48 Einwohner zählte Friedrichshof im Jahre 1910.
Am 30. September 1928 gab Friedrichshof seine Eigenständigkeit auf und schloss sich mit Klein Lüdtkenfürst und Groß Lüdtkenfürst zur neuen Landgemeinde Lüdtkenfürst (polnisch Lutkowo) zusammen.
Im Jahre 1945 kam Friedrichshof in Kriegsfolge mit dem gesamten südlichen Ostpreußen zu Polen. Es erhielt die polnische Namensform „Siekiera“, wurde aber kein selbständiges Dorf mehr, war verwaist und gilt heute als wüst. Seine Ortsstelle gehört zur Gmina Lelkowo (Landgemeinde Lichtenfeld) im Powiat Braniewski (Kreis Braunsberg) der Woiwodschaft Ermland-Masuren in Polen.

## Religion
Bis 1945 war Friedrichshof in das Kirchspiel der evangelischen Kirche Hohenfürst (polnisch Wyszkowo) im Kirchenkreis Heiligenbeil der Kirchenprovinz Ostpreußen in der Kirche der Altpreußischen Union eingegliedert.

## Verkehr
Die Ortsstelle Friedrichshof liegt am Kreuzungspunkt zweier Straßen. Die eine führt von Lelkowo (Lichtenfeld) an der Woiwodschaftsstraße 510 (frühere deutsche Reichsstraße 126) über Lutkowo (Lüdtkenfürst) nach Żelazna Góra (Eisenberg), die andere von Piele (Pellen) über Wyszkowo (Hohenfürst) nach Wysoka Braniewska (Hogendorf).